# بخش بله
بخش بله (به فرانسوی: Arrondissement de Belley) یک بخش در فرانسه است که در ان واقع شده‌است.